# Cloverdale (Oregon)
Cloverdale – jednostka osadnicza w Stanach Zjednoczonych, w stanie Oregon, w hrabstwie Tillamook.